# L'Equipe (vela)
L’Equipe es una clase de embarcación de vela de dos tripulantes que se encuentra en la categoría de vela ligera diseñada por el francés Marc Laurent.
Este surgió como una alternativa a otras modalidades de vela ligera como el óptimist y cadete, pues en ella compiten jóvenes hasta los 16 años.

## Características
Sus características físicas hacen de esta embarcación un modelo muy completo pues su casco proporciona una complementariedad con la línea del agua y da lugar a una amplia maniobrabilidad y un mayor juego con las dos velas favoreciendo el aumento de velocidad.
El proel tiene un papel más dinámica pues cuenta con un trapecio, se trata de un arnés que permite al proel controlar el peso que se ejerce sobre las velas, jugando de este modo con el contrapeso del barco lo que le lleva a estar en ocasiones totalmente fuera del casco.
Además de las dos velas (mayor y foque) cuenta con una tercera vela el spinnaker (spi) y su correspondiente “botavara”, tangón. Es utilizada en algunos rumbos de navegación, el patrón es el encargado de izar y arriar esta vela mientras el proel la controla cazando o soltando.

## Competiciones
Se celebra anualmente desde 1994 el Campeonato de Europa de la clase L'Equipe, máxima competición continental.
En las competiciones de la clase se compite a nivel absoluto (masculino y femenino) y también a nivel femenino únicamente, para ello las velas irán marcadas con un rombo rojo.

### España
Cuenta con dos campeonatos nacionales en España, uno a nivel de federaciones autonómicas y otro a nivel de clubes. Estas competiciones se han realizado en aguas abiertas y en embalses.
- Campeonato de España por comunidades autónomas

| Año  | Sede                   | Campeones                           | Federación territorial |
| ---- | ---------------------- | ----------------------------------- | ---------------------- |
| 2005 | CN Portosín. La Coruña | Francisco Ayuso y Juan Roca         | Murcia                 |
| 2006 | CN Elcano. Cádiz       | Alejandro Manuel y Pablo Turrado    | Cantabria              |
| 2007 | Los Alcázares. Murcia  | Fidel Turienzo y Alfonso Mediavilla | Cantabria              |
| 2008 | Laredo. Cantabria      | Diego Botín y Pablo Turrado         | Cantabria              |
| 2009 | Salou. Tarragona       | Joaquín Armengot y Pablo Pascual    | Cantabria              |
| 2010 | Palma de Mallorca      | Joaquín Armengot y Pablo Pascual    | Cantabria              |
| 2016 | Santander              | Lola Coello y Carmen Coello         | Murcia                 |

- Copa de España

| Año  | Sede                           | Campeones                          | Federación territorial |
| ---- | ------------------------------ | ---------------------------------- | ---------------------- |
| 2006 | Guecho. Vizcaya                | José Manuel Ruiz y Juan Roca       | Murcia                 |
| 2007 | Badajoz. Extremadura           |                                    |                        |
| 2008 | Palma de Mallorca              | Gerardo Gutiérrez e Iván Rodríguez | Cantabria              |
| 2009 | Guecho. Vizcaya                | Joaquín Armengot y Pablo Pascual   | Cantabria              |
| 2010 | Santoña. Cantabria             | Marta Quirce e Ivan Rodríguez      | Cantabria              |
| 2011 | Guecho. Vizcaya                | Paula Hoz y Paula Lobera           | Cantabria              |
| 2012 | Badajoz. Extremadura           | Jesús Quirce y Alejandro Palomero  | Cantabria              |
| 2013 | Alicante                       | Begoña Pérez y Guadalupe Diestro   | Extremadura            |
| 2014 | Cartagena. Murcia              | Bagoña Pérez y Cristina Fourcado   | Extremadura            |
| 2015 | Bilbao. Vizcaya                | Lola Coello y Carmen Coello        | Murcia                 |
| 2016 | Torre de la Horadada. Alicante | Laro López y Martín López          | Cantabria              |